# 15381 Spadolini
15381 Spadolini (1997 RB1) là một tiểu hành tinh vành đai chính được phát hiện ngày 1 tháng 9 năm 1997 bởi V. Goretti ở Pianoro.
Mauro (b. 1941) và Barbara (b. 1944) Spadolini, long-standing friends of the discoverer, are dedicated secondary-school teachers who believe in cross-curricular work và in developing the human mind by arousing passion for knowledge và exploration.